# تاریخ مسیحیت
تاریخ مسیحیت مبحثی مربوط به مسیحیت، پیروان آن، کلیسا و فرقه‌های گوناگون آن از نخستین سده پیدایش مسیحیت تا امروز است.
مسیحیت در سرزمین شام در میانه سده نخست پس‌از میلاد، ظهور کرد. مسیحیت در ابتدا از اورشلیم در سراسر خاور نزدیک به مناطقی مانند سوریه، آشوریه، بین‌النهرین، فینیقیه، آسیای صغیر، اردن و مصر گسترش یافت. در سده چهارم پس‌از میلاد، به صورت دین رسمی سرزمین‌های ارمنستان قدیم و گرجستان قدیم نهاده‌شد. سپس امپراتوری اکسومیت و در ادامه، امپراتوری روم، مسیحیت را به عنوان دین رسمی برگزیدند.
در سال ۱۰۵۴ در هنگامه جدایی شرق و غرب، کلیسای مسیحیت به کلیسای کاتولیک و کلیسای ارتدوکس شرقی تقسیم شد.